# Forticom
Forticom (en letó:Forticom Grupa) és una empresa de tecnologia de la informació amb seu a Letònia que desenvolupa xarxes socials locals a Europa central i Europa Oriental i a Rússia. Les seves xarxes socials són One.lv, One.lt, Videogaga.lv, Videogaga.lt, Odnoklassniki.ru, Nasza-klasa.pl, amb més de 55 milions d'usuaris registrats.
El grup ha estat operand des de 1999 i desenvolupa projectes d'empresa de màrqueting a Internet al Bàltic, Progression, que permet la comunicació amb el públic de parla russa a través de xarxes socials locals de Forticom. La companyia també ha desenvolupat els llocs web Videogaga.lt i Videogaga.lv per compartir vídeos.